# 十団子

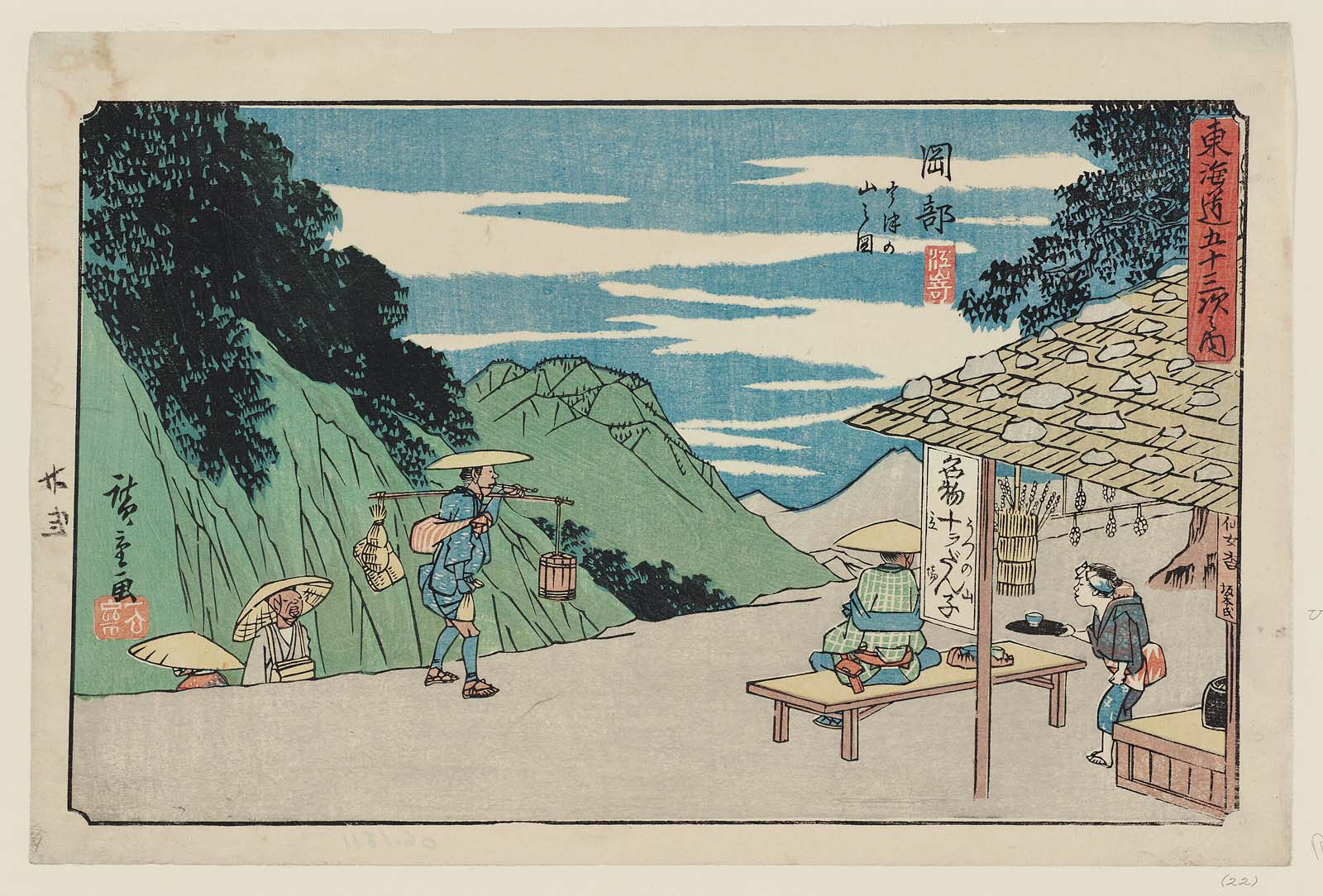
広重筆「行書東海道 岡部 宇津の山之図」茶屋には十団子が吊るされ、名物と謳われている。

十団子（とうだんご）は和菓子の一種で、団子または類するものを紐や串でつなげたものである。江戸時代に遡って同名の別菓子が複数ある。一つは現在の静岡県静岡市にある東海道の宇津ノ谷で売られた団子で、今も地元で作る。もう一つはかつて宮城県塩竈市の名物として作られたあられもちである。別の一つは、愛知県名古屋市の熱田神宮にゆかりの藤団子の別名である。

## 宇津ノ谷の十団子
現在の静岡県静岡市駿河区にある宇津ノ谷は、東海道の宇津ノ谷峠のそばにある。そこで道中の軽食に売られたのが十団子である。江戸時代の紀行文や川柳からは、小さな団子を糸で貫き数珠球のようにしたものと知れる。地蔵菩薩の教えで作り、子供に食べさせると万病が癒えるという謂れつきで売られていた。宇津ノ谷集落では、毎年8月23日、24日に慶龍寺の縁日で「十団子」が売られ、前の年の十団子を寺に返し、新しい十団子を家の軒先につるして、1年の無事を祈願するという風習が続けられている。

### 日本遺産
2020年（令和2年）6月19日、宇津ノ谷の十団子は、東海道宇津ノ谷に関する文化財群である「慶龍寺」「間の宿宇津ノ谷」「東海道宇津ノ谷峠越」「明治宇津ノ谷隧道」「蔦の細道」と共に、文化庁の文化財保護制度「日本遺産」のストーリー『日本初「旅ブーム」を起こした弥次さん喜多さん、駿州の旅～滑稽本と浮世絵が描く東海道旅のガイドブック（道中記）～』の構成文化財の1つに認定された。

## 塩竈の十団子
現在の宮城県塩竈市では、名物菓子の一つに十団子があって、藤団子（とうだんご）、五彩あられ、五色あられとも呼ばれた。
往古、塩竈神に従って塩焼きの釜を引いた牛の鼻の孔に通した藤の蔓から花が咲いたことにちなみ、紐を通した団子を厄除けとして配ったものが、藤団子だといういわれがある。起源は文久の頃といわれる。
諸書にあられもちと書かれるが、駄菓子研究家の石橋幸作が伝える製法によれば、もち米を原料にしながらも、それが膨らまないように処理するので、団子と言ってよいのだろう。赤・緑・黄・紫・白の鮮やかな五色は後から塗って付けたもので、39粒を赤い糸で連ねて一続きとした。食用ではなく、子供の玩具にしたという。
江戸時代から明治時代にかけて、塩竈の名物菓子であった。『安永風土記書出』に、塩竈の産物として浅みどり昆布、南京糖とともに十団子がある。「仙台よしこの節」という民謡には塩釜名物として「赤坂のとう団子」が唄われた。赤坂は塩釜街道（今の宮城県道35号泉塩釜線）で南から塩竈に入るとき町の入口にあたる所である。ただし、『奥塩地名集』では塩竈の名産に浅みどり昆布、南京糖、唐飴を挙げて十団子には触れない。
作られなくなった時期は不明である。

## 熱田神宮の藤団子
熱田神宮周辺で売られている名物菓子の「藤団子」（とうだんご）は、白、赤、黄、紫、緑の五色に染めた団子を環状にし細い紐でくくったものである。「十団子」とも表記される。熱田神宮の神饌菓子が変化したもので、祭事の残りの米で作り始めたのが由来とされている。有平糖で作られた藤団子もある。